# Национал-фашисты
Национал-фашисты (англ. National Fascisti) — британская военизированная группировка, отделившаяся от партии «Британские фашисты» в 1924 году.

## Общее описание
Члены Национал-фашистов носили те же чёрные рубашки, что и последователи Бенито Муссолини, а также проходили военную подготовку, несмотря на то, что уровень военно-политической угрозы внутри Великобритании был невысоким. Несмотря на независимость от Британских фашистов, личные идеи Национал-фашистов были довольно банальными: радикальный антикоммунизм выражался как стремление «раздавить красных и розовых» (англ. smash the reds and pinks), также характерен был и антисемитизм.

## Продвижение
Национал-фашисты своими методами борьбы избрали агрессивные акты неповиновения: в 1925 году они угнали грузовик с экземплярами левой газеты «Daily Herald» и разбили его. Это вызвало широкий общественный резонанс и вылилось в драку в Гайд-Парке со сторонниками Компартии Великобритании. Члены группировки занимались активно боксом и фехтованием, чтобы продемонстрировать их милитаризм (своё оружие они даже специально затачивали на случай открытых боевых столкновений). Одним из их лидеров являлся некий «полковник Виктор Баркер» — на самом деле это была женщина Валери Аркелл-Смит (об этом не догадывался даже её племянник, считавший Аркелл-Смит своим дядей), которая стала ещё и секретарём при командире группы Риппоне-Сеймуре.
Во время забастовки 1926 года национал-фашисты обращались к Премьер-министру с предложением своих услуг в рамках организации по снабжению ресурсами и помощи в подавлении забастовки. Правительство потребовало от руководства партии отказаться от своих убеждений в обмен на принятие помощи, на что глава Британских фашистов Роберт Блэйкени и секретарь Риппон-Сеймур не пошли. В индивидуальном порядке национал-фашисты вступали в Специальную полицию, которая подавляла выступления.

## Исчезновение
К декабрю 1926 года в рядах национал-фашистов начались расколы: Риппон-Сеймур вызвал на дуэль Чарльза Эйрза, который обвинил Риппон-Сеймура в злоупотреблении финансами и диктатуре. У Сеймура также было незарегистрированное огнестрельное оружие, которым он угрожал Эйрзу. Тот в ответ вызвал на подмогу своих сторонников из Кенсингтона, которые предали огласке факт о нелегальном владении Сеймуром оружием (формально оно было зарегистрировано на вышеуказанную Валери Аркелл-Смит). Разгоревшийся скандал привёл к переименованию движения в «Британские национал-фашисты», главой которого остался Риппон-Сеймур. Из группы вскоре стали уходить важные деятели: так, полковник Ральф Бингем ушёл в Организацию по снабжению ресурсами. В итоге к следующему году от движения не осталось и следа, и оно фактически прекратило существование.

## Значение
Национал-фашисты не отметились чем-либо значительным, хотя первыми стали продвигать фашизм в качестве исконно британской идеологии. С их помощью начинали свою карьеру такие личности, как Уильям Джойс и Арнольд Лиз.